# Ximena Duque
Ximena Duque-Adkins Giraldo (Cali, 30 de enero de 1985) es una actriz, modelo, presentadora y empresaria colombiana.

## Biografía
Ximena Duque nació en la ciudad de Cali, Colombia, el 30 de enero de 1985. Hija de Germán Duque y Clara Giraldo. En 1997, a los 12 años, se mudó a Miami, Florida, con su familia. Es en Miami, donde, deseosa de alcanzar sus sueños, comenzó a estudiar actuación, dicción y neutralización de acento, apoyada por su mamá.

## Carrera
Su primera oportunidad surge con la segunda temporada de Protagonistas de novela en 2003, programa dedicado a buscar talento actoral reclutando jóvenes, en la cadena de Telemundo. Siendo en este programa en el que inició su carrera artística. En ese mismo año y en el reality conoce a Christian Carabias, de quien fue pareja por los próximos cinco años y medio. Con Christian procrearon un hijo llamado Cristán Carabias Duque, nacido el 16 de mayo de 2004.
Duque ya establecida participa en la producción de Telemundo, Pecados ajenos donde interpreta a María Aguilar.
Ha participado en telenovelas como Soñar no cuesta nada, y en varios capítulos de la serie de Telemundo Decisiones.
En el 2008, se integra al elenco de la telenovela de Telemundo El rostro de Analía donde tiene una participación en el personaje de "Camila Moncada", hermana de la protagonista, interpretada por Elizabeth Gutiérrez quien personificó a "Ana Lucía Moncada". 
Otros de los melodramas en los que ha participado fueron:  Valeria en 2008  donde tiene una participación como "Ana Lucia Hidalgo", hermana de la protagonista. En 2009, Los Victorinos, en donde interpreta a "Diana Gallardo"; y Bella calamidades, en la cual tiene una participación especial como "Angelina". Con estas dos últimas se le cumple otro sueño, el de trabajar exitosamente en su natal Colombia.
A finales del 2010, se une al elenco de la telenovela de misterio Alguien te mira, donde obtiene su primer antagónico donde interpreta la villana loca Camila Wood, historia protagonizada por Danna García, Christian Meier y Rafael Amaya. 
En 2011, Ximena se integra el elenco de La casa de al lado.  Es donde obtiene su primer coprotagonico allí interpreta a "Carola Conde", una mujer rebelde y sin prejuicios que siempre ha guardado rivalidad con su hermana "Ignacia" interpretada por (Catherine Siachoque).
En 2012, da vida a la guardaespaldas "Samantha Sandoval/Valdez Navarro", donde obtiene su primer protagónico en la telenovela Corazón valiente.
En el 2013, participa en la segunda temporada de Mía mundo como "Alex".  
Cerrando ese año con su participación en la telenovela Santa diabla, es donde obtiene su segundo antagónico en el papel de la villana odiada Inés Robledo, donde comparte créditos con Gaby Espino, Aarón Díaz y con su novio Carlos Ponce. 
El 2013 trae a esta joven actriz otra satisfacción, la incursión al cine, con la participación en la película Primero de enero. La misma se estrena el 16 de octubre de 2014, y fue filmada en República Dominicana. En esta película Ximena interpreta a "Carmen". 
Inicia el 2014 tomando la decisión de formar un hogar con su pareja Carlos Ponce, estableciéndose juntos, con su hijo Cristán Carabias y los hijos de Carlos; Giancarlo, Sebastián y las gemelas, Savannah y Siena.
El 2014, la lleva nuevamente a la República Dominicana, donde filmó la película Morir soñando, junto al actor Pedro Moreno, con quien ya había compartido créditos en la telenovela El rostro de Analía. 
En el 2014, obtiene su segundo protagónico y donde empieza a grabar Villa Paraíso, donde protagoniza junto a David Chocarro. 
El 3 de septiembre de 2014, obtiene un papel principal en  Dueños del paraíso como Érika San Miguel, allí interpreta a la esposa de un narcotraficante.
En 2016, participó por primera vez en un proyecto estadounidense teniendo una participación en la telenovela Days of our Lives.

## Filmografía

### Televisión
| Año       | Título               | Personaje                                                  | Cadena      |
| --------- | -------------------- | ---------------------------------------------------------- | ----------- |
| 2005      | Soñar no cuesta nada | Jenny                                                      | Venevisión  |
| 2005-2006 | Decisiones           | Varios personajes                                          | Telemundo   |
| 2007-2008 | Pecados ajenos       | María Aguilar                                              | Telemundo   |
| 2008      | Valeria              | Ana Lucía Hidalgo San Miguel                               | Venevisión  |
| 2008-2009 | El rostro de Analía  | Camila Moncada                                             | Telemundo   |
| 2009-2010 | Victorinos           | Diana Gallardo                                             | Telemundo   |
| 2010      | Bella calamidades    | Angelina                                                   | Telemundo   |
| 2010-2011 | Alguien te mira      | Camila Wood                                                | Telemundo   |
| 2011      | Sacrificio de mujer  | María Gracia Expósito                                      | Venevisión  |
| 2011-2012 | La casa de al lado   | Carola Conde                                               | Telemundo   |
| 2012      | Corazón valiente     | Samantha Sandoval / Samantha Valdéz Navarro                | Telemundo   |
| 2013-2014 | Santa diabla         | Inés Robledo de Cano                                       | Telemundo   |
| 2014      | Villa paraíso        | Cristina Vidal                                             | Telemundo   |
| 2015      | Dueños del paraíso   | Erika San Miguel                                           | Telemundo   |
| 2016      | ¿Quién es quién?     | Clara Blanca Altamirano "Clarita"                          | Telemundo   |
| 2016      | Days of our Lives    | Blanca                                                     | NBC         |
| 2017      | La fan               | Adriana Zubizarreta / Samantha Valdez Navarro del Castillo | Telemundo   |
| 2017      | Queen of the South   | Eva                                                        | USA Network |
| 2017      | Milagros de navidad  | Lucía Rodríguez "Ep3: No lo deporten"                      | Telemundo   |

## Cine
| Año  | Título           | Personaje |
| ---- | ---------------- | --------- |
| 2014 | Primero de enero | Carmen    |
| 2015 | Morir soñando    | Isabela   |

## Premios y nominaciones

### Premios Tu Mundo
| Año  | Categoría                            | Telenovela         | Resultado |
| ---- | ------------------------------------ | ------------------ | --------- |
| 2012 | Que Beso Más Rico                    | Corazón Valiente   | Ganadora  |
| 2012 | Pareja Perfecta                      | Corazón Valiente   | Ganadora  |
| 2013 | La más Social                        | Santa diabla       | Nominada  |
| 2014 | Novela del Año                       | Villa paraíso      | Ganadora  |
| 2014 | Momento Mala Suerte                  | Villa paraíso      | Ganadora  |
| 2014 | Soy Sexy And I Know It               | Villa paraíso      | Ganadora  |
| 2014 | La Mala Más Buena                    | Villa paraíso      | Ganadora  |
| 2015 | La Mala Más Buena                    | Dueños del paraíso | Nominada  |
| 2015 | Mejor actriz de reparto-Super series | Dueños del paraíso | Nominada  |

### Premio dePeople en Español
| Año  | Categoría      | Telenovela       | Resultado |
| ---- | -------------- | ---------------- | --------- |
| 2012 | Mejor actriz   | Corazón valiente | Nominada  |
| 2012 | Pareja del Año | Corazón valiente | Nominada  |

### Otros premios
| Año  | Categoría              | Telenovela          | Resultado                    |
| ---- | ---------------------- | ------------------- | ---------------------------- |
| 2011 | Mejor Cachetada        | Sacrificio de mujer | Ganadora                     |
| 2013 | Soberano Internacional | Corazón valiente    | Ganadora junto a Fabián Ríos |

### Reconocimientos
- En 2015 la revista People en Española nombrarla como una de "Los 50 más Bellos".
- En 2014 la revista People en Español vuelve a nombrarla como una de "Los 50 más Bellos".
- En 2014 la revista TVyNovelas USA la nombró una de "Divinas y Humanas".
- En 2013 la revista TVyNovelas Puerto Rico la nombró uno de "Los cuerpos más bellos".
- En 2013 la revista People en Español la nombró una de "Los 50 más bellos".